# Ofensiva final da Guerra Civil Espanhola
A ofensiva final da guerra civil espanhola teve lugar entre 26 de março e 1 de abril de 1939, no final da Guerra Civil Espanhola. Em 5 de março de 1939, o Exército Republicano liderado pelo coronel Segismundo Casado e o político Julián Besteiro revoltaram-se contra o primeiro-ministro socialista Juan Negrín e formaram uma junta militar, o Conselho de Defesa Nacional (Consejo Nacional de Defensa), a fim de negociar um acordo de paz. Negrín fugiu para a França, mas as tropas comunistas nos arredores de Madrid não aceitaram a tentativa de um acordo de paz, iniciando uma guerra civil dentro da guerra civil. A junta militar derrotou-os e começou as negociações de paz com os nacionalistas, porém  Francisco Franco só aceitou a rendição incondicional. Em 26 de março os nacionalistas começaram a ofensiva geral e em 31 de Março controlavam todo o território espanhol. Centenas de milhares de republicanos foram presos e internados em campos de concentração.

## Antecedentes

### Queda da Catalunha
Após a queda da Catalunha, em fevereiro de 1939, a situação militar da República era catastrófica, ela ainda mantinhas a capital e 30 por cento do território espanhol, mas tinha perdido 220 mil soldados, a segunda cidade do país, e os recursos industriais da Catalunha. Além disso, os reconhecimentos do governo nacionalista pelo Reino Unido e França  levou, em 28 de Fevereiro,  o presidente da República, Manuel Azaña, a apresentar sua renuncia à presidência da República.

### Situação militar
O Exército Republicano ainda tinha entre 250 mil e 500 mil homens, mas só tinha 40 aviões,   (três esquadrões de bombardeiros Natasha  e dois de Katiuska  e 25 caças Chatos e Moscas), pouco artilharia e poucas armas automáticas. Muitos soldados estavam desarmados (em dezembro de 1938, o exército republicano tinha apenas 225 mil rifles), e não tinha sapatos e casacos. Em Madrid, só havia comida por dois meses, faltava água, aquecimento, medicamentos ou curativos cirúrgicos. Por outro lado, no final de 1938, o exército nacionalista tinha mais de um milhão de homens, entre eles 35 mil marroquinos, 32 000 italianos, 5 000 alemães, além de 600 aeronaves.

### A oposição à contínua resistência
No dia 8 de fevereiro em uma reunião em Paris, os principais líderes anarquistas concordaram que não havia outra alternativa a não ser um acordo de paz com os nacionalistas e que precisavam de um novo governo para negociar ele. Eduardo Val, secretário da defesa do comitê da região central, concordou com isto, citando que Negrín estava telegrafando em código para os seus mais chegados partidários advertindo-os para evacuarem a zona republicana. A todos pareceu que Negrín estivesse jogando sujo, também pelo fato de ele não instalar seu governo em Madrid ou Valencia mas em uma villa perto do porto de Alicante protegida por 300 comandos comunistas do XIV Corpo.
Em 16 de Fevereiro, o alto comando do exército republicano disse ao primeiro-ministro, Juan Negrín, que continuar a resistência militar era impossível. A maioria dos membros do Exército Republicano, do  Partido Socialista (PSOE), a Unión General de Trabajadores (UGT) e os anarquistas da  (CNT), acreditavam que era necessário iniciar as negociações de paz. No entanto, Negrín, apoiado pelos comunista do  PCE, queria continuar lutando, devido o fato de Franco rejeitar dar qualquer garantia contra possíveis represálias e por acreditar que uma guerra continental contra o fascismo era iminente. Além disso, ele queriam organizar a evacuação das pessoas em maior risco, especificamente havia um forte receio que os comunistas poderiam usar sua superioridade militar para garantir que seus membros escapassem, enquanto aqueles pertencentes aos outros partidos ou organizações seriam deixados a mercê dos nacionalista.

## O plano
Desde o final de fevereiro de 1939, o coronel Segismundo Casado vinha preparando um golpe contra o governo de Negrín, a fim de iniciar negociações de paz com os nacionalistas, acreditando que Negrín estava muito subordinado aos comunistas e conduzindo cada vez mais estes aos postos de comando. O Coronel José Centaño, um agente quinta coluna dentro do exército republicano, prometeu-lhe que Franco iria garantir a vida dos oficiais republicanos que não haviam cometido crimes.
A maioria dos elementos não comunistas da Frente Popular em Madrid apoiaram o golpe, entre eles um dos líderes do PSOE, Julian Besteiro, porque eles acreditavam que a continuação da guerra era inútil. Além disso, após a rendição de Minorca, muitos oficiais republicanos na zona central acreditavam que poderiam negociar um acordo com os nacionalistas. Porém os mais fortes sustentáculos de Casado eram três anarquistas: Cipriano Mera, Eduardo Val e Melchor Rodríguez. Não haviam esquecido a derrota de julho de 1937 e almejavam uma vingança contra os comunistas.
Em 3 de março, Negrín anunciou uma série de novas nomeações na Zona Central. O Coronel Casado e os comunistas Juan Modesto e Antonio Cordón García foram promovidos a generais, e oficiais comunistas foram nomeados para comandar os portos de Murcia ( Manuel Tagüeña ), Alicante ( Etelvino Vega) e Cartagena (Francisco Galán). (De acordo com Beevor, Francisco Galan foi nomeado governador militar de Cartagena; Etelvino Vega governador de Alicante; Leocadio Mendiola comandante de Murcia, e Inocencio Curto  comandante do Albacete).
Com as modificações no comando, dando o controle dos portos de evacuação aos comunistas e garantindo-lhes o próprio escape confirmou a suspeita dos  elementos não comunistas no governo de que eles seriam deixados para trás, e assim se juntaram à conspiração contra Negrín.

## O golpe de Casado

### Preparativos
Em 5 de março de 1939, o coronel Segismundo Casado, apoiado pelo general Matallana, os anarquistas da CNT (Cipriano Mera), o serviço secreto da República (Servicio de Investigación Militar), uma seção de o PSOE ( Julián Besteiro ) e uma seção da UGT ( Wenceslao Carrillo ), depuseram Negrín e formaram uma junta militar, o Conselho Nacional de Defesa (Consejo Nacional de Defensa), a fim de negociar um acordo de paz com Franco. Em 6 de Março Miaja uniu-se a rebelião e foi nomeado presidente da junta. Os outros membros da junta eram Casado, Julian Besteiro, Wenceslao Carrillo, González Marín e Eduardo Val (CNT), Antonio Perez (UGT), e os republicanos Miguel San Andrés e Jose del Río.

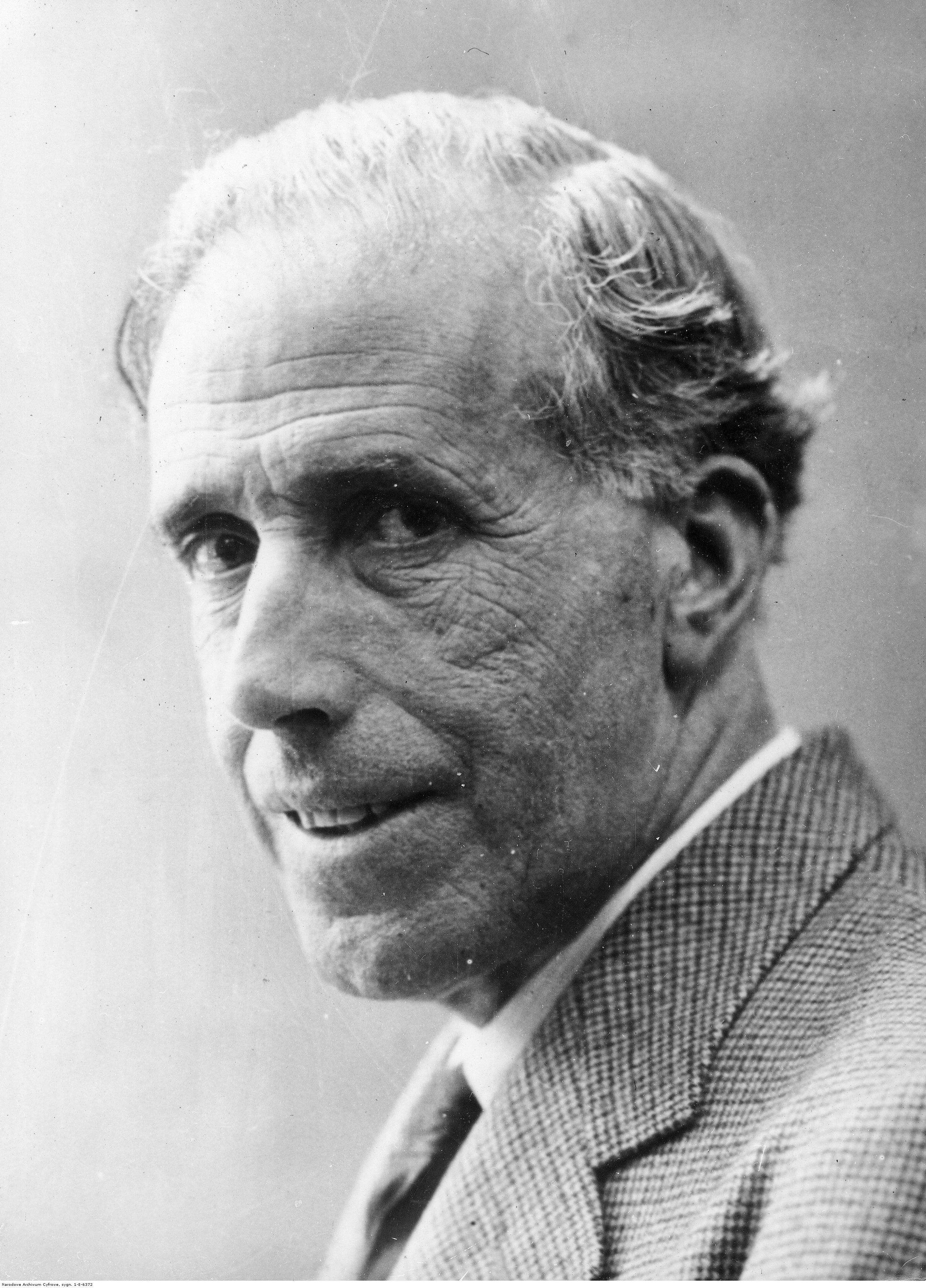
Julian Besteiro, um dos líderes do PSOE, que apoiou o golpe de Casado

O coronel Adolfo Prada foi nomeado comandante do Exército do Centro, e os comandantes comunistas do I, II e III Corpo do exército foram destituídos, o jornal Mundo Obrero do PCE foi fechado e Casado ordenou prisões em massa de militantes e comissários políticos comunistas. Depois de uma tentativa fracassada de negociar com Casado, em 6 de março Negrín fugiu para a França a partir do aeródromo de Monovar, perto Elda, com Hidalgo de Cisneros, os líderes do PCE (La Pasionaria e Vicente Uribe), e o ministro das Relações Exteriores Julio Álvarez del Vayo a fim de evitar de ser capturado pelos partidários de Casado (Casado queriam prender o governo e os líderes do PCE, a fim de entregá-los para os nacionalistas).

### A luta em Madrid
O golpe de Casado foi apoiado pelos comandantes dos outros três Corpos de Exército, (Leopoldo Menéndez López, comandante do Exército Levante; Antonio Escobar, comandante do Exército Estremadura e Domingo Moriones, comandante do Exército Andaluzia). No entanto, as unidades do exército em torno de Madrid e controladas pelo PCE (o I Corpo do Exército do Centro liderada por Luis Barceló, o II Corpo de Emilio Bueno e o III Corpo liderado por Antonio Ortega), levantaram-se contra a junta em 7 de março, iniciando uma breve guerra civil dentro da República. Barceló designou a si mesmo como comandante do Exército do Centro e suas tropas fecharam todas as entradas para Madrid, ocupando a maior parte do centro da cidade e executando três coronéis seguidores de Casado. Os partidários da junda só held alguns prédios do governo e a parte sudeste da cidade. No entanto, IV Corpo de Mera contra-atacou e ocupou Torrejon e Alcalá de Henares. Em 10 de Março, as tropas de Barcelo tinha sido cercadas e um cessar-fogo foi combinado. Em 11 de março, depois de dias de sangrentos combates, Casado, apoiado pelo IV Corpo de Cipriano Mera, derrotaram as tropas de Barceló. Ele e seu comissário político José Conesa foram presos e executados. Houve centenas de mortos (Thomas: 230, Jackson: 1 000 e Beevor: 2 000 mortos).

### Cartagena
Houve também combater em Ciudad Real e Cartagena. Em Ciudad Real o Exército da Extremadura sob o comando de Escobar esmagou a resistência comunista liderada por Martínez Cárton. No entanto, em Cartagena (a principal base da  Marinha espanhola republicana), onde os partidários do Casado, apoiados por elementos da quinta coluna, tinham começado a revolta contra o governo de Negrín em 4 de março, foram derrotados após um breve combate pela 206 Brigada da IV Divisão do PCE, liderada pelo coronel Joaquin Rodriguez, no dia 7 de março. No entanto, em 5 de março, a Marinha Republicana (três cruzadores e oito destróieres), liderado pelo almirante Buiza, tinha fugido para a Argélia depois de um bombardeio aéreo nacionalista na zona portuária.
Um navio de transporte, o "Castillo de Olite", enviado pelos nacionalistas a fim para apoiar a revolta, foi afundado pelas baterias costeiras de Cartagena, morrendo 1 200 soldados nacionalistas.

### Negociações de paz com Franco
Após a derrota das tropas de Barceló, o Conselho tentou iniciar negociações de paz com Franco, na esperança de conseguir uma garantia contra represálias políticas. No dia 12 de Março, o Conselho propôs um acordo de paz, pedindo uma garantia contra represálias e um período de 25 dias para permitir que qualquer pessoa que quisesse deixar a Espanha pudesse faze-lo. Em 16 de Março, Franco respondeu que só aceitaria uma rendição incondicional.
Em 23 de março, o Conselho enviou dois negociadores para Burgos (Coronel Antonio Garijo e o Major Leopoldo Ortega), e os nacionalistas disseram-lhes que no dia 25 de março, a Força Aérea republicana tinha que ser entregue e pelo 27 as tropas republicanas tinham que levantar a bandeira branca No entanto, em 25 de março, os republicanos não renderam a sua Força Aérea devido ao mau tempo e Franco interrompeu as negociações com a junta.

## A ofensiva final
Em 26 de março, as tropas de Yague avançaram na Sierra Morena. Não houve resistência e, em um dia capturaram dois mil quilômetros quadrados de terra e 30 mil prisioneiros. A Junta ordenou a seus soldados de não resistir ao avanço nacionalista, estes vendo que tudo estava perdido jogaram fora suas armas e abandonaram a frente.
Em 27 de março, os nacionalistas continuavam avançando em todas as frentes sem encontrar resistência. No dia seguinte, o coronel Prada, comandante do Exército do Centro, rendeu-se aos nacionalistas e estes ocuparam Madrid. Casado e os outros membros da junta, exceto Besteiro, fugiram para o Valencia. Em 29 de março, os nacionalistas ocuparam Xaém, Ciudad Real, Cuenca, Albacete e Sagunto. 50 mil refugiados republicanos concentraram-se nos portos de Valencia, Alicante, Cartagena e Gandia, mas sem a marinha republicana a evacuação era impossível e os governos francês e britânico recusaram-se a organizar uma evacuação. Apenas uma minoria foram evacuados por navios britânicos (entre 650 a mais de 3 500), entre eles Casado.
Em 30 de março, os nacionalistas ocuparam Valencia e as tropas do general italiano Gambara entraram Alicante, onde encontrou 15 000 refugiados republicanos. Gambara estava disposto em permitir a evacuação dos refugiados políticos, mas em 31 de março, as tropas nacionalistas espanholas chegaram e assumiram a jurisdição de Gambara. Como resultado, muitos refugiados se suicidaram para evitar a captura pelos nacionalistas.

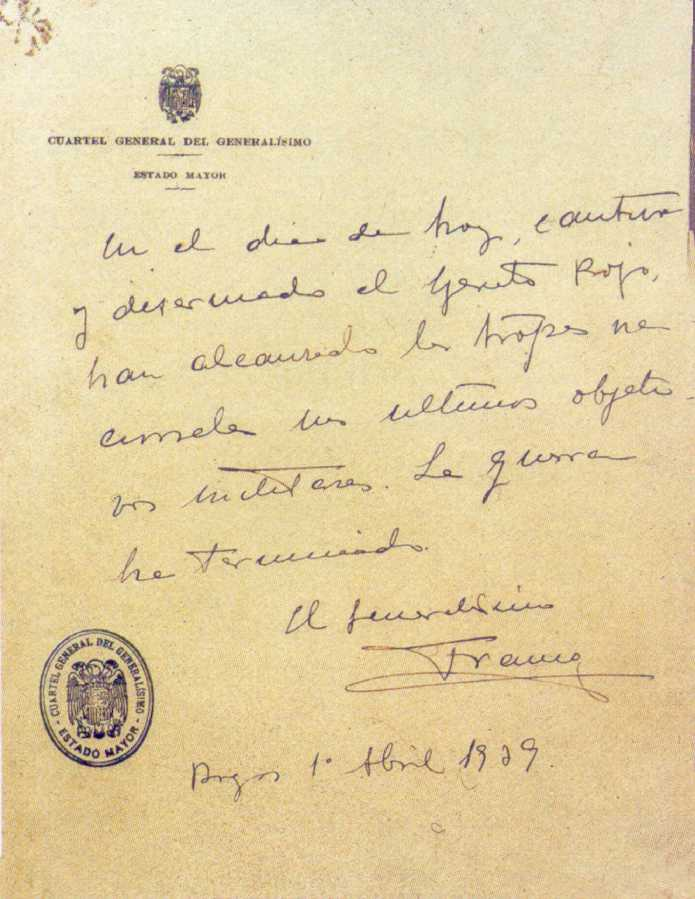
Comunicado emitido pelo quartel general dos nacionalistas anunciando o fim da guerra

Em 31 de março, os nacionalistas ocuparam Almeria, Murcia e Cartagena, controlando todo o território espanhol. Em 1 de Abril de 1939, a guerra foi efetivamente terminada.

## Conclusão
Em 1 º de abril, o Estados Unidos reconheceram o governo nacionalista, deixando a União Soviética como a única grande potência a não reconhecê-lo.
O novo regime assinou um pacto de não agressão com Portugal e um tratado de amizade com a Alemanha nazista em 31 de março, e em 6 de abril, Franco anunciou a adesão da Espanha ao Pacto Anticomintern. Em 20 de abril, o Comité de Não Intervenção foi dissolvido e em junho as tropas italianas e alemãs deixaram a Espanha. A ditadura franquista permaneceu até a morte de Franco, em 1975.
Casado permaneceu no exílio na Venezuela até seu retorno para a Espanha em 1961. Cipriano Mera fugiu para Orã e Casablanca, mas foi extraditado para a Espanha, em fevereiro de 1942. Em 1943, ele foi condenado à morte, pena que foi trocada por 30 anos de prisão, mas foi  libertado em 1946 emigrando para a França. Miaja fugiu para a França e depois no México, onde morreu em 1958. Matallana foi detido e preso pelos nacionalistas morrendo em Madrid em 1956. Besterio foi preso pelos nacionalistas, onde enfrentou uma corte marcial e foi condenado a 30 anos de prisão. Ele morreu na prisão em 1940.
Os nacionalistas prenderam centenas de milhares de soldados e civis republicanos, com 150 000 soldados capturados só na ofensiva final, sendo conduzidos em campos de concentração improvisados. Havia entre 367 mil e 500 mil prisioneiros em 1939. Nos primeiros anos após a guerra, 50 mil prisioneiros republicanos foram executados.

## Na literatura
O golpe de Casado e os últimos dias da guerra são o enredo dos romances Campo del Moro e Campo de los Almendros de Max Aub.

## Leituras adicionais
- Viñas, Ángel; and Hernández Sánchez, Fernando. (2009). El Desplome de la República. Editorial Crítica. Barcelona. ISBN 978-84-9892-031-4.